# The Alice Cooper Show
Albums de Alice Cooper
Lace and Whiskey
(1977) From the Inside
(1978)
The Alice Cooper Show est un album live d'Alice Cooper. Il a été enregistré à l'Aladdin Hotel de Las Vegas les 19 et 20 août 1977.

## Liste des titres
1. Under My Wheels (Michael Bruce / Dennis Dunaway / Bob Ezrin) - 2:30
2. I'm Eighteen (Alice Cooper / Bruce / Dunaway / Glen Buxton / Neal Smith) - 4:58
3. Only Women Bleed (Cooper / Dick Wagner) - 5:47
4. Sick Things (Cooper / Bruce / Ezrin) - 1:01
5. Is It My Body (Cooper / Bruce / Dunaway / Buxton / Smith) - 2:38
6. I Never Cry  (Cooper / Wagner) - 2:51
7. Billion Dollar Babies (Cooper / Bruce / R. Reggie) - 3:19
8. Devil's Food (Cooper / Ezrin / Kelly Jay) / The Black Widow (Cooper / Ezrin / Wagner) - 5:41
9. You and Me (Cooper / Wagner) - 2:19
10. I Love the Dead (Cooper / Wagner) / Go to Hell (Cooper / Ezrin / Wagner)  / Wish You Were Here (Cooper / Ezrin / Wagner)  - 6:31
11. School's Out (Cooper / Bruce / Dunaway / Buxton / Smith) - 2:19

## Musiciens
- Alice Cooper : chant
- Steve Hunter : guitare
- Dick Wagner : guitare, chœurs
- Fred Mandel : claviers
- Pentti (Whitey) Glan : batterie, percussions
- Prakash John : basse, chœurs

## Charts
| Pays       | Durée du classement | Meilleur classement |
| ---------- | ------------------- | ------------------- |
| États-Unis | 6 semaines          | 131e                |